# Live Without a Net
Live Without a Net è un live album degli Angel, pubblicato nel 1980 per l'etichetta discografica Casablanca Records.

## Il disco
Dati gli obblighi contrattuali, gli Angel si trovarono obbligati a pubblicare un nuovo album. Invece di registrare un altro disco in studio, il quintetto decise di pubblicare un vecchio concerto live registrato nel 1978 in doppio vinile. Live Without A Net, include due show registrati rispettivamente a Long Beach e a Los Angeles. Questa pubblicazione includeva anche la traccia 20th Century Foxes, registrata al The Shrine di Los Angeles durante le riprese del film A donne con gli amici (titolo originale Foxes), film interpretato da Jodie Foster, Scott Baio (noto per il ruolo in Happy Days) e la ex cantante delle The Runaways Cherie Currie.

## Tracce

### CD 1
1. Tower (Dimino, Giuffria, Meadows) - 5:02
2. Can You Feel It (Dimino, Giuffria, Meadows) - 4:07
3. Don't Leave Me Lonely (Brandt, Dimino) - 4:00
4. Telephone Exchange (Dimino, Giuffria, Meadows) - 4:07
5. I Ain't Gonna Eat out My Heart Anymore (Burton, Sawyer) - 3:27 (Cover dei The Rascals)
6. Over and Over (Dimino, Giuffria, Meadows) - 5:02
7. Anyway You Want It (Dimino, Meadows) - 2:55
8. On the Rocks (Dimino, Giuffria, Meadows) - 9:18
9. Wild & Hot (Meadows) - 3:19

### CD 2
1. All the Young Dudes (Bowie) - 4:35 (Cover dei Mott the Hoople)
2. Rock & Rollers (Dimino, Giuffria, Meadows) - 8:03
3. White Lightning (Meadows, Morman) - 8:35
4. Hold Me, Squeeze Me (Dimino, Giuffria, Meadows) - 3:28
5. Got Love If You Want It (Dimino, Giuffria, Meadows) - 4:07
6. Feelin' Right (Dimino, Giuffria, Meadows) - 5:56
7. 20th Century Foxes (Dimino, Giuffria) - 4:45

## Formazione
- Frank Dimino - voce
- Punky Meadows - chitarra
- Gregg Giuffria - tastiere
- Felix Robinson - basso
- Barry Brandt - batteria